# Mikkel Flyvholm
Mikkel Flyvholm (født 2. august 1976) er en dansk teaterinstruktør.
Han er udddannet sceneinstruktør fra Statens Teaterskole 2007.

## Forestillinger
Mikkel Flyvholm har blandt andet iscenesat forestillingerne: 
- Klimatopia på Teatret Zeppelin, 2009.
- Yamaz på Café Teatret, 2009.
- Instrumentet på Limfjordsteatret, 2009.
- Othello på Mungo Park, 2008.
- Sidste udkald på Århus Teater, 2008.
- Kom som dyr på Limfjordsteatret, 2007.
- Terrorisme på Aalborg Teater, 2006.

 Der er for få eller ingen kildehenvisninger i denne artikel, hvilket er et problem. Du kan hjælpe ved at angive troværdige kilder til de påstande, som fremføres i artiklen.